# Lathrobium pallidum
Lathrobium pallidum är en skalbaggsart som beskrevs av Alexander von Nordmann 1837. Lathrobium pallidum ingår i släktet Lathrobium, och familjen kortvingar. Arten är reproducerande i Sverige.